# 新界區專線小巴1A線
新界區專線小巴1A線是香港一條來往西貢和新蒲崗的小巴路線，由西貢專線小巴營運，並提供24小時服務。

## 歷史
- 1979年11月18日：此路線以新界區專線小巴1號線區間車身份營辦。[1]
- 1997年：短途班次正名為1A線，而通宵班次正名為1S線。
- 2000年代中期：因應牛池灣「清水灣道8號」落成，彩虹站頭由牛池灣街市（彩虹站B出入口旁）遷至現時的牛池灣村。
- 2011年1月23日：提高全程及分段收費，全程收費調整至$8 ($9)。[2]（括弧內為通宵班次收費）
- 2013年11月17日：提高全程及分段收費，全程收費調整至$8.4 ($9.7)。[3]（括弧內為通宵班次收費）
- 2016年10月9日：提高全程及分段收費，全程收費調整至$8.9 ($10.3)。[4]（括弧內為通宵班次收費）
- 2024年1月6日：總站遷移至鑽石山（彩虹道）公共運輸交匯處。[5]
- 2024年12月29日：提高全程及分段收費，全程收費調整至$10.9 ($12.7)。（括弧內為通宵班次收費）

## 行車路線
- 往彩虹方向，駛經：福民路、普通道、西貢公路、天橋、清水灣道、龍翔道、彩虹迴旋處、彩虹道及彩頤里
- 往西貢碼頭方向，駛經：彩虹道、彩虹迴旋處、斧山道天橋、斧山道、迴旋處、斧山道、支路、龍翔道、清水灣道、西貢公路、新西貢公路、西貢公路、普通道及福民路

| 西貢開 | 西貢開                        | 西貢開                        | 采頤花園開 | 采頤花園開                  | 采頤花園開       |
| 序號   | 車站名稱                      | 位置                          | 序號       | 車站名稱                    | 位置             |
| ------ | ----------------------------- | ----------------------------- | ---------- | --------------------------- | ---------------- |
| 1      | 西貢小巴總站                  | 西貢小巴總站                  | 1          | 采頤花園小巴總站            | 采頤花園小巴總站 |
| 1A,B   | 西貢北總站/1B翠塘花園近的士站 | 西貢北總站/1B翠塘花園近的士站 | 2          | 牛池灣村(彩虹邨)            | 龍翔道           |
| 2      | 西貢大會堂                    | 普通道                        | 3          | 牛池灣街市 (坪石邨、彩虹站) | 清水灣道         |
| 3      | 翠塘花園                      | 西貢公路                      | 4          | 彩雲聖若瑟小學              | 清水灣道         |
| 4      | 菠蘿輋 (西貢戶外康樂中心)     | 西貢公路                      | 5          | 坪石天主教小學              | 清水灣道         |
| 5      | 北港 (獅子會自然教育中心)     | 西貢公路                      | 6          | 彩雲商場(彩雲邨)            | 清水灣道         |
| 6      | 大涌口                        | 西貢公路                      | 7          | 德望學校                    | 清水灣道         |
| 7      | 白沙臺                        | 西貢公路                      | 8          | 安達臣道                    | 清水灣道         |
| 8      | 白沙灣                        | 西貢公路                      | 9          | 騰龍台                      | 清水灣道         |
| 9      | 漁民新村                      | 西貢公路                      | 10         | 井欄樹                      | 清水灣道         |
| 10     | 北圍                          | 西貢公路                      | 11         | 白石窩                      | 清水灣道         |
| 11     | 匡湖居                        | 西貢公路                      | 12         | 壁屋監獄                    | 清水灣道         |
| 12     | 南邊圍                        | 西貢公路                      | 13         | 打鼓嶺新村                  | 清水灣道         |
| 13     | 響鐘村                        | 西貢公路                      | 14         | 鄭植之中學                  | 新西貢公路       |
| 14     | 窩美                          | 西貢公路                      | 15         | 窩美                        | 西貢公路         |
| 15     | 南圍                          | 西貢公路                      | 16         | 南邊圍                      | 西貢公路         |
| 16     | 鄭植之中學                    | 西貢公路                      | 17         | 匡湖居                      | 西貢公路         |
| 17     | 打鼓嶺新村                    | 清水灣道                      | 18         | 北圍                        | 西貢公路         |
| 18     | 壁屋監獄                      | 清水灣道                      | 19         | 漁民新村                    | 西貢公路         |
| 19     | 白石窩                        | 清水灣道                      | 20         | 白沙灣                      | 西貢公路         |
| 20     | 井欄樹                        | 清水灣道                      | 21         | 白沙臺                      | 西貢公路         |
| 21     | 龍窩村                        | 清水灣道                      | 22         | 大涌口                      | 西貢公路         |
| 22     | 安達臣道                      | 清水灣道                      | 23         | 北港 (獅子會自然教育中心)   | 西貢公路         |
| 23     | 德望學校                      | 清水灣道                      | 24         | 菠蘿輋 (西貢戶外康樂中心)   | 西貢公路         |
| 24     | 彩雲商場(彩雲邨)              | 清水灣道                      | 25         | 翠塘花園                    | 西貢公路         |
| 25     | 坪石小巴總站(彩虹站)          | 坪石小巴總站(彩虹站)          | 26         | 西貢大會堂                  | 普通道           |
| 26     | 彩虹邨紅萼樓                  | 龍翔道                        | 27         | 西貢警署                    | 福民路           |
| 27     | 采頤花園小巴總站              | 采頤花園小巴總站              | 28         | 西貢小巴總站                | 西貢小巴總站     |

- 粉藍色底的車站(序號為1A者)只適用於西貢北開出的晨早特別班次
- 另外在平日早上繁忙時間設有白沙灣起載的班次及翠塘花園起載的班次

## 服務時間
1A常規班次
- 每日西貢碼頭開：05:50-00:30，4分鐘一班
- 每日采頤花園開：05:50-00:30，4分鐘一班

1A特別班次
- 翠塘花園起載往采頤花園的班次
  - 星期一至六：06:30-09:15（15分鐘）

此特別班次在星期日及公眾假期暫停服務
- 白沙灣起載往采頤花園的班次
  - 每日固定3班：07:30、08:00、08:30

- 西貢北往采頤花園的班次
- 每日05:30-09:00，20分鐘一班

1S
- 每日西貢碼頭開：00:30-05:50，20分鐘一班
- 每日采頤花園開：00:30-05:50，20分鐘一班

## 用車
此路線目前使用44部豐田Coaster及8輛廈門金旅XML6701J18，並與1、1S、2、7、9及9A線共用車隊。每輛車均有其獨立車隊編號。
有需要時，亦會與109M線共用車隊。
Template:新界1／2／7／9系用车列表

## 收費
全程收費：$10.9 (12.7)
- 西貢往返井欄樹（雙向分段）：$6.4 ($8.1)

- 鄭植之中學往彩虹（采頤花園）：$5.2 ($6.7)
- 飛鵝山道往彩虹（采頤花園）：$4.3 ($4.5)

括弧內為通宵班次收費。
繳付車資前請向司機揚聲，否則需付全費。
此線大小同價；此線所有小巴均接受八達通卡付款；上車付款，不設找續。

## 外部連結
- 小巴薈：新界區專線小巴1A線 （页面存档备份，存于）
- 小巴薈：新界區專線小巴1S線 （页面存档备份，存于）